# Hikaru Utada

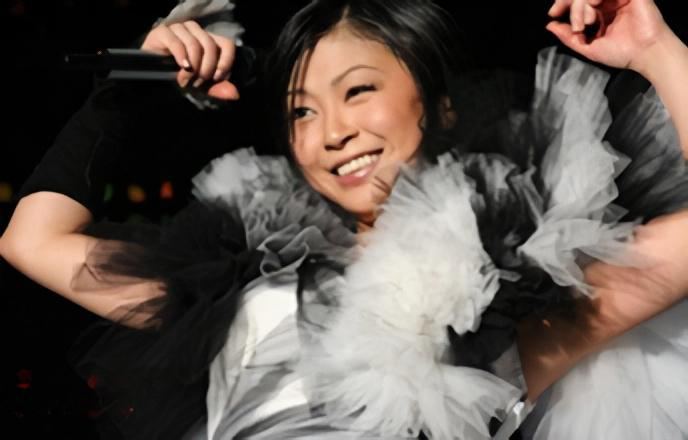
Utada Hikaru (2006)

Hikaru Utada (jap. 宇多田 ヒカル, Utada Hikaru; * 19. Januar 1983 in New York City) ist eine japanisch-amerikanische Person, die mit japanischer Popmusik berühmt wurde. Das Debütalbum First Love ist das meistverkaufte Album, die Single Automatic ist die erfolgreichste Debütsingle und die Single mit der zweithöchsten Verkaufszahl in Japan. Zudem ist Flavor of life mit über 7,5 Millionen Download-Verkäufen die zweiterfolgreichste Download-Single weltweit. Insgesamt verkaufte Utada Hikaru bis heute über 52 Millionen Tonträger. 2009 bezeichnete die Zeitung Japan Times Utada als „einflussreichste Künstlerin des Jahrzehnts“.
Darüber hinaus ist Utada in westlichen Breiten durch die Produktion von drei Titelliedern zu Videospielen von Square Enix und Disneys Videospiel-Serie Kingdom Hearts bekannt: „Simple and Clean“ (so der für den englischen Sprachraum lokalisierte Titel der englischsprachig aufgenommenen Version ihres Liedes Hikari (光, dt. Licht)) für Kingdom Hearts, „Sanctuary“ für Kingdom Hearts II (in der japanischen Version „Passion“) und „Don’t Think Twice“ für Kingdom Hearts III. Im Jahr 2007 erreichte die Single „Flavor of Life“ Platz 2 in den weltweiten Download-Single-Charts mit über 7,2 Millionen Downloads und trug zu 12 Millionen Download-Verkäufen im gleichen Jahr bei.
Im Juni 2021 outete sich Utada in einem Livestream als nicht-binär.

## Werdegang
Hikaru Utada wurde in New York geboren. Utadas Vater war Musikproduzent und die Mutter Sängerin. Im Alter von zwölf Jahren machte Utada die ersten Gesangsaufnahmen mit der Mutter und veröffentlichte die ersten Lieder mit der Band U3 (Utada 3). 1996 startete Utada die ersten Solo-Gesangsprojekte.

### 1998
Das erste Album Precious wurde unter dem Pseudonym „Cubic U“ veröffentlicht.
Im selben Jahr zog Utada nach Tokio und besuchte dort eine amerikanische Schule, während gleichzeitig neue Aufnahmen gemacht wurden.

### 1999 bis 2003
Die Single Automatic, gefolgt von dem Album First Love, wurde 1999 veröffentlicht. Das Album verkaufte sich innerhalb eines Monats fünf Millionen Mal. First Love gilt mit mehr als 10 Millionen verkauften Einheiten weltweit als das bisher erfolgreichste Album einer asiatischen Künstlerin. Automatic war mit über 2 Millionen Verkäufen die erfolgreichste Debütsingle in Japan.
Hikaru Utada kehrte im Jahr 2000 nach New York zurück und besuchte die Columbia University. Gleichzeitig setzte Utada die Aufnahmen fort und veröffentlichte zwei weitere Alben: Distance (2001) und Deep River (2002). Beide Alben knüpften an die alten Erfolge an und waren jeweils die bestverkauften Alben des jeweiligen Jahres in Japan. Deep River musste ohne jegliche TV Promotion auskommen, da sich 2002 Zysten an Utadas Eierstöcken gebildet hatten und das umgehend behandelt wurde. Kurz nach der Veröffentlichung von Deep River gab Utada die Verlobung mit dem Fotografen Kiriya Kazuaki bekannt. Dieser drehte seit Final Distance bis zur Scheidung (Februar 2007) fast alle Videos (einzige Ausnahme: Colors aus dem Jahr 2003).

### 2004–2006

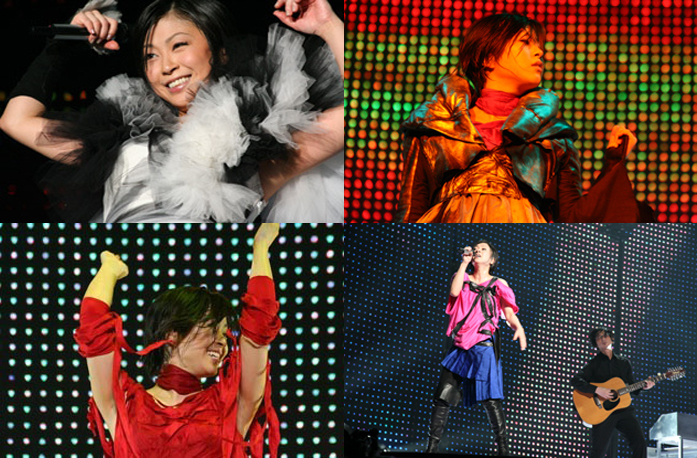
Utada Hikaru mit ihren vier Kleidungen welche sie auf ihrer „Utada United Tour 2006“ trug

Am 31. März erschien die erste Kompilation Utada Hikaru Single Collection Vol.1. Dadurch schaffte es Utada, sich drei Jahre in Folge die Nummer 1 in den Album-Jahres-Charts zu sichern.
Im Herbst 2004 veröffentlichte Utada unter ihrem Namen in den USA und Europa (hier nur auf Bestellung) das erste englischsprachige Album Exodus. Die Lieder Easy Breezy, Devil Inside, Exodus '04 und You Make Me Want to Be a Man wurden als Singles veröffentlicht. Easy Breezy wurde nur in Japan als Download-Single und You Make Me Want to Be a Man wurde nur in England veröffentlicht.

Überdies schloss Utada 2004 einen Werbevertrag mit Nintendo ab und war fortan in Japan zusammen mit dem Lied Easy Breezy der Werbeträger von Nintendos neuer Handheld-Konsole Nintendo DS. Mit mehr als 1,2 Milliarden Yen (etwa 7,5 Millionen €) ist dies der bisher höchste Werbedeal eines japanischen Künstlers.
Im Jahr 2005 erschien mit Be My Last eine neue Single von Hikaru Utada, die sich den Spitzenplatz der Charts sicherte und mit mehr als 2 Millionen Downloads im japanischen iTunes Portal einen neuen Rekord aufstellte.
Die Folgesingle Passion (Titellied zur japanischen Version von Kingdom Hearts II) kam auf den dritten Platz in den Wochencharts. Es wurde mehr als 1,5 Millionen Mal im japanischen iTunes Portal kostenpflichtig erworben und gilt damit als großer finanzieller Erfolg. Das dazugehörige Promotion-Video ist das teuerste Video 2005 in Japan und enthält neuartige Computereffekte. Insgesamt arbeiteten mehr als 30 Leute fast 3 Monate an dem Video. Wie viele von Utadas Videos ist auch dieses fast komplett am Computer entstanden. Es wurde von der japanischen Akademie für Videokunst und Design zum besten Video des Jahres gekürt. Passion wurde für den amerikanischen Markt und der damit verbundenen englischsprachigen Version von Kingdom Hearts II auch in Englisch aufgenommen. Die englische Version heißt Sanctuary und ist in der amerikanischen und europäischen Version als Titelmelodie zu hören.
Mit Keep Tryin’ veröffentlichte Utada die bisher erfolgreichste Download-Single des Jahres in Japan. Im Juni folgte mit Ultra Blue das erste reguläre japanische Studioalbum seit vier Jahren. Ultra Blue kam auf Platz 1 der Albumcharts und verkaufte sich in der ersten Woche mehr als 500.000-mal. Inklusive der Download-Verkäufe erhielt das Album 10-fach Platin für mehr als 5 Millionen verkaufte Einheiten. Mit mehr als 4 Millionen Downloads ist Ultra Blue das erfolgreichste Studioalbum einer japanischen Künstlerin 2006. Ultra Blue wurde von vielen Kritikern als wegweisend in Sachen Pop und Melodie bezeichnet. Das für seine Kritiken gefürchtete und nur japanischen Fachhändlern zugängliche Listen To Music-Magazin gab dem Album 99 von 100 möglichen Prozentpunkten. Damit gehört Ultra Blue qualitativ laut diesem Magazin zu den 10 besten (Platz 2) bisher veröffentlichten Alben in Japan.
Im Sommer 2006 war Utada Hikaru mit der Utada United Tour 2006 in Japan unterwegs. Dies war ihre erste große Tour durch Japan seit 2000. Die Karten wurden anfänglich durch ein Losverfahren verteilt, doch wegen der großen Nachfrage – mehr als 7 Millionen Karten hätten innerhalb der ersten 3 Tage verkauft werden können – wurden 4 Zusatzkonzerte bekannt gegeben, für die die Karten nur über eine extra freigeschaltete Hotline zu bestellen waren. Jedoch waren auch diese Karten innerhalb von 2 Minuten vergriffen. Weitere 12.500 Karten wurden für karitative Projekte gespendet.
Die beiden Shows in Saitama (17/18. August 2006) wurden für die Utada UnitedDVD aufgezeichnet. Das Oricon Magazin errechnete in der Juli-Ausgabe, dass die Utada United Tour mit Einnahmen von mehr als 8,25 Milliarden Yen (etwa 55 Millionen €) die bisher erfolgreichste Tour in Japan war

### 2007–2010

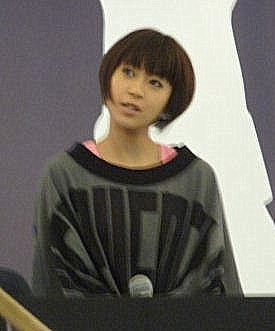
Hikaru Utada (2009)

Am 28. Februar 2007 erschien Utadas Nummer-1-Single Flavor of Life, welche sich allein in den ersten drei Wochen eine halbe Million Mal verkaufte. Mit 7,2 Millionen verkauften Downloads war sie 2007 nach Avril Lavignes Girlfriend mit 7,3 Millionen Downloads, die weltweit am zweiterfolgreichsten Download-/Ringtone-Single. Ende Januar 2008 erhöhten sich die verkauften Einheiten auf 7,5 Millionen.
Am 3. Februar 2007 gab Utada Hikaru die Scheidung von Kazuaki Kiriya bekannt. Die Ehe hielt 4½ Jahre. Als Scheidungsgrund wurde das stressige Leben beider angegeben.
Am 21. Mai 2007 feierte das Lied Kiss & Cry im japanischen Radio Premiere und wurde von Kritikern und Fans größtenteils positiv aufgenommen. Kiss & Cry hat einen neuartigen und eher „Utada-untypischen“ Klang. Direkt nach Erscheinen des Liedes kam es auf Platz 1 aller Downloadplattformen Japans und verkaufte sich allein am ersten Tag mehr als 300.000 mal. Genau wie This Is Love wirbt man mit Kiss & Cry für NISSIN Cup Noodle FREEDOM. Allein für die Nutzungsrechte des neuen Liedes bekommt Utada laut Tokyo News umgerechnet 1,3 Millionen € und festigt damit den Stand als teuerste Werbefigur in Japan, ohne auch nur einmal im TV-Spot von NISSIN zu sehen zu sein.
Unter dem Motto The Return of the Queen titelten am 1. Juni 2007 alle großen japanischen Zeitungen, als bekannt wurde, dass Utada im Sommer eine Doppel-A-Single (Single mit zwei gleichwertigen Liedern und evtl. zwei Promovideos) in Japan veröffentlichen würde. Am 4. Juni 2007 wurde auf Utadas offizieller Seite bestätigt, dass am 29. August 2007 eine neue Single erscheint. Insgesamt wurden drei Lieder für die Single aufgenommen, einer davon ist Kiss & Cry.
Am 29. Juni 2007 gab Utada Informationen zu ihrer neuen Single auf ihrer Webseite bekannt. Neben Kiss & Cry befinden sich noch das Lied Beautiful World und ein neuer Mix ihres bereits im Jahre 2000 veröffentlichten Liedes Fly Me To The Moon auf der neuen Single.
Beautiful World ist das Titellied zum Film Evangelion – You are (not) alone.
Mit mehr als 200.000 verkauften Singles ist Beautiful World die zweiterfolgreichste Single einer Künstlerin 2007 in Japan.
Am 25. September 2007 gab Utada über den eigenen Blog bekannt, dass ein weiteres englischsprachiges Album geplant sei. Zudem warb zu dieser Zeit die Firma Asience mit dem neuen Utada-Hikaru-Lied Stay Gold für ihre Shampoos.
Nachdem im Februar die Single Heart Station / Stay Gold veröffentlicht worden war, erschien im März das fünfte japanische Album Heart Station. Davon wurde im Mai Prisoner of Love als Single verkauft, das auch das Titellied zur Fernsehserie Last Friends wurde.
2009 veröffentlichte Utada Hikaru das zweite englische Album unter dem Künstlernamen „Utada“, welches den Namen „This Is the One“ trägt. Die erste Single daraus wurde unter dem Titel Come Back to Me herausgebracht und beinhaltet hauptsächlich Elemente des R’n’Bs.
Mit dem Vorsatz, im Jahr 2010 noch eine Menge Musik zu machen, verkündete Utada im August, sich Ende des Jahres auf unbestimmte Zeit aus dem Musikgeschäft zurückzuziehen, um sich dem „menschlichen Leben“ zu widmen. Am 24. November veröffentlichte Utada zwei Kompilationen, die zweite Kompilation Single Collection Vol. 2 und die erste Kompilation als „Utada the Best“.

### Seit 2011
Am 23. Mai 2014 heiratete Utada den italienischen Barkeeper Francesco Calliano. Im Sommer 2015 brachte Utada einen Sohn zur Welt. Im April 2018 trennt Utada sich von Francesco Calliano.

## Diskografie
Studioalben

| Jahr | Titel                       | Höchstplatzierung, Gesamtwochen, AuszeichnungChartplatzierungen (Jahr, Titel, Platzierungen, Wochen, Auszeichnungen, Anmerkungen) | Höchstplatzierung, Gesamtwochen, AuszeichnungChartplatzierungen (Jahr, Titel, Platzierungen, Wochen, Auszeichnungen, Anmerkungen) | Anmerkungen                                                                              |
| Jahr | Titel                       | JP | US | Anmerkungen                                                                              |
| ---- | --------------------------- | --- | --- | ---------------------------------------------------------------------------------------- |
| 1993 | Star                        | — | — | Erstveröffentlichung: 17. September 1993 Debütalbum als U3                               |
| 1998 | Precious                    | JP4 ×2Doppelplatin · (17 Wo.)JP                                                                                                   | — | Erstveröffentlichung: 28. Januar 1998 Verkäufe JP: + 702.060 Debütalbum als Cubic U      |
| 1999 | First Love                  | JP1 ×8Achtfachdiamant + Gold (Digital) · (265 Wo.)JP                                                                              | — | Erstveröffentlichung: 30. Juni 1999 Verkäufe JP: + 7.650.215 Debütalbum als Utada Hikaru |
| 2001 | Distance                    | JP1 ×4Vierfachdiamant · (62 Wo.)JP                                                                                                | — | Erstveröffentlichung: 28. März 2001 Verkäufe JP: + 4.472.343                             |
| 2002 | Deep River                  | JP1 ×3Dreifachdiamant · (67 Wo.)JP                                                                                                | — | Erstveröffentlichung: 19. Juni 2002 Verkäufe JP: + 3.605.000                             |
| 2004 | Exodus                      | JP1 Diamant · (21 Wo.)JP | US160 (1 Wo.)US | Erstveröffentlichung: 8. September 2004 Verkäufe JP: + 1.074.393 als Utada               |
| 2006 | Ultra Blue                  | JP1 Diamant · (59 Wo.)JP | — | Erstveröffentlichung: 14. Juni 2006 Verkäufe JP: + 1.082.000                             |
| 2008 | Heart Station               | JP1 Diamant · (63 Wo.)JP | — | Erstveröffentlichung: 19. März 2008 Verkäufe JP: + 1.011.373                             |
| 2009 | This Is the One             | JP3 Platin · (25 Wo.)JP | US69 (3 Wo.)US | Erstveröffentlichung: 14. März 2009 Verkäufe JP: + 242.657 als Utada                     |
| 2016 | Fantôme                     | JP1 ×3Dreifachplatin + Gold (Digital) · (114 Wo.)JP                                                                               | — | Erstveröffentlichung: 28. September 2016 Verkäufe JP: + 702.347                          |
| 2018 | Hatsukoi (初恋) Erste Liebe | JP1 Platin · (62 Wo.)JP | — | Erstveröffentlichung: 27. Juni 2018 Verkäufe JP: + 381.520                               |
| 2022 | Bad Mode                    | JP1 Gold · (84 Wo.)JP | — | Erstveröffentlichung: 23. Februar 2022 Verkäufe JP: + 144.000                            |

## Weitere Fakten
Utada hält folgende Rekorde in Japan:
- erfolgreichstes Debütalbum
- erfolgreichstes Album
- erfolgreichste Debütsingle
- erfolgreichste Debüttour
- erfolgreichste Tour in Japan
- Utada ist die Musikperson mit den meisten Auszeichnungen in Japan. Unter anderem hat Utada seit 2000 für 12 Lieder den Gold Disc Award in der Kategorie „Lied des Jahres“ und für jedes ihrer in Japan erschienenen Studioalben einen weiteren Gold Disc Award für das „Album des Jahres“ bekommen.
- teuerste Werbefigur Japans, durchschnittlich mehr als eine Million Euro pro Spot (Pepsi zahlte 2010 mehr als 400 Millionen Yen, ca. 3,25 Mio. Euro für zwei Spots, welche für Pepsi-Nex geworben haben).
- erfolgreichste Video-Veröffentlichung in Japan (Bohemian Summer Tour 2000 – mehr als eine Million Mal verkauft)
- erfolgreichste Download-Single in Japan (Flavor of Life – mehr als 7,8 Mio. Downloads)
- erfolgreichste Realtone-Download (Flavor of Life – mehr als 2,7 Mio. Downloads)
- einzige Kunstperson in Japan, die mehr als eine Single für drei Wochen an der Chartspitze platzieren konnte.
- Utada war die erste japanischsprachige Musikperson, die ein MTV Unplugged aufgenommen hat.
- Utada besitzt eines der größten und teuersten Privathäuser in Tokio. Es hat eine Wohnfläche von mehr als 2000 m², und laut einem Interview aus dem Jahre 2005 mit den Moderatoren der „Hey!Hey!Hey!“-Sendung (Musiksendung in Japan) befinden sich außerdem ein eigenes Tonstudio, ein Schwimmbad, eine 100 m² große Küche, eine Bowlingbahn und ein kleines Kino im Haus. Utada hat es sich gegen Ende 2004 gekauft, weil Utada bis zu diesem Zeitpunkt meistens nur in Hotels übernachtet hat.
- Utada spielt vorzüglich Tetris. Bei einem Show-Auftritt im August 2006 nahm Utada an einem Tetris-Wettkampf teil. Dabei spielte Utada gegen 30 Finalteilnehmer japanischer Qualifikationswettbewerbe und erreichte 26 Siege bei 4 Niederlagen.[17]